# 18e régiment d'instruction des transmissions
Vous pouvez aider à l'améliorer ou bien discuter des problèmes sur sa page de discussion.
- Il ne cite pas suffisamment ses sources. Vous pouvez indiquer les passages à sourcer avec {{référence nécessaire}} ou {{Référence souhaitée}}, et inclure les références utiles en les liant aux notes de bas de page. (Marqué depuis juillet 2025)
- Son texte doit être wikifié : il ne correspond pas à la mise en forme Wikipédia (style, typographie, liens internes, liens entre les wikis, etc.). (Marqué depuis juillet 2025)

- Archive Wikiwix
- Bing
- Cairn
- DuckDuckGo
- E. Universalis
- Gallica
- Google
- G. Books
- G. News
- G. Scholar
- Persée
- Qwant
- (zh) Baidu
- (ru) Yandex
- (wd) trouver des œuvres sur Wikidata

Le 18e régiment d'instruction des transmissions (18e RIT) est un régiment de l'Armée de terre française crée en 1923 sous le nom de 18e régiment du génie puis 18e régiment de transmissions. C'est aujourd'hui un régiment d'instruction basé à Dieuze.

## Historique

### L'entre-deux-guerres, le18erégiment du génie
10 avril 1923 : naissance du 18e régiment du génie constitué de 2 bataillons à Nancy.
Fin de l'année 1923 : le 18e Régiment du Génie passe à 4 bataillons :
- le 1er et le 2e stationnent à Nancy,
- le 3e bataillon se trouve à Lille,
- le 4e bataillon stationne à Grenoble.

1er janvier 1925 : Le Général Rollin, son premier chef de corps reçoit son drapeau.
1er mai 1929 : dissolution du 3e bataillon du 18e Régiment du Génie et création du 28e Régiment du Génie par fusionnement du :
- 4e bataillon du 18e Régiment du Génie, stationné à Grenoble,
- 4e bataillon du 8e Régiment du Génie, stationné à Toulouse.

5 mai 1929 : le 42e Bataillon de Génie, unité des sapeurs télégraphistes, devient le 3e Bataillon du 18e Régiment du Génie à Mayence.
29 juin 1930 : le 3e bataillon du 18e Régiment du Génie rejoint les deux bataillons à Nancy. Les 1er et 2e bataillons deviennent des bataillons de campagne (normaux) et le 3e devient un bataillon de région fortifiée.
En 1935 : le 4e bataillon est créé à Metz.
De 1935 à 1940, la ligne Maginot s’appuyait en grande partie sur l’efficacité de son système de transmissions. Celui-ci, principalement axé sur le téléphone nécessitait une infrastructure unique couvrant l’intégralité du front fortifié.
La construction, l’entretien et l’exploitation de ce réseau sont confiés dès le temps de paix aux compagnies de sapeurs télégraphistes dans le secteur qu'elles ont chacune en charge. Le commandant de compagnie ou le chef de détachement est le Chef du chantier transmissions de la Chefferie des Travaux du Génie.
Dans le Nord-Est, c’est au 18e régiment du génie qu’échoit cette mission :
- le quatrième bataillon formé de quatre compagnies est basé à Metz, caserne Féraudy. Ce bataillon couvrira les quatre secteurs composant la région fortifiée de Metz.
- Le troisième bataillon cantonné à Nancy est composé de trois compagnies affectées chacune à un secteur fortifié couvrant la région fortifiée de la Lauter.

Du fait de l’importance des effectifs et de la spécificité de la tâche, il était prévu que ces deux bataillons fusionnent en 1939 pour ne former qu’un seul régiment. La mobilisation rendra impossible cette mise sur pied.
Jusqu'au second conflit mondial, le régiment va former des générations de sapeurs télégraphistes.

### LaSeconde Guerre mondiale
2 septembre 1939 : le 18e Régiment du Génie est dissous pour former les compagnies télégraphiste et radio télégraphiste de Division et Corps d'Armée le long de la frontière qui vont assurer les communications des grandes unités des armées : la 4e Armée, 3 corps d'armée, 9 divisions d'infanterie et 1 division de cavalerie.

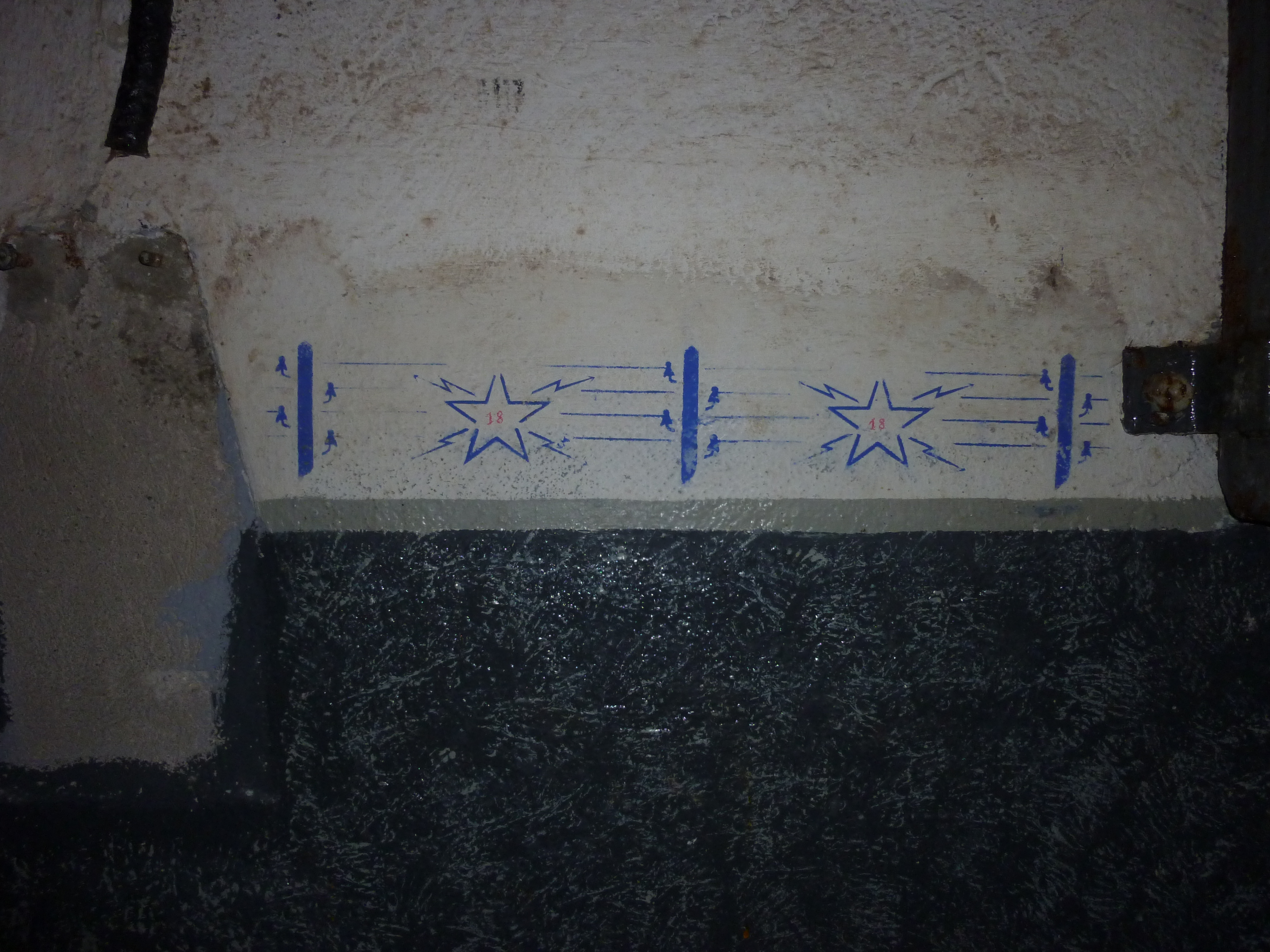
Emblème du 18e de transmissions sur les murs d'un fort de la ligne Maginot (ouvrage de Denting)

En temps de paix, c'est le 4e Bataillon du 18e Régiment du Génie qui assure la gestion, l'entretien et les travaux relatifs au réseau de transmission de la Région Fortifiée de Metz.
La guerre nécessitant un effectif bien plus important que celui du temps de paix entraîne dès la mobilisation la dissolution des régiments du génie. Les effectifs de ces régiments sont alors regroupés en bataillons du Génie de Forteresse, chaque bataillon couvrant un secteur fortifié.
Ces bataillons sont composés de deux compagnies d’ouvriers du Génie et de deux compagnies chargées de l’exploitation et de l’entretien du matériel téléphonique (Cies 20x/81) et du matériel de radiotélégraphie (Cies 20x/82).
Elles sont placées sous le commandement de l’officier placé à la tête de la compagnie du temps de paix devenu Commandant des transmissions du secteur fortifié dès la mobilisation et basé au PC du secteur.
Les sous-officiers en place dès le temps de paix et les sapeurs ayant pris une part active à la construction du réseau (dits sapeurs anciens) qui constituaient l’effectif de la compagnie du temps de paix forment dès la mobilisation l’encadrement des nouvelles compagnies constituées.
Secteur de Crusnes
- 204e Bon du Génie de Forteresse
- 204/1 Cie et 204/2 Cie
- 204/81 Cie de Sapeurs Télégraphistes
- 204/82 Cie de Sapeurs Radio Télégraphistes

Secteur de Thionville
- 203e Bon du Génie de Forteresse
- 203/1 Cie et 203/2 Cie
- 203/81 Cie de Sapeurs Télégraphistes
- 203/82 Cie de Sapeurs Radio Télégraphistes

Secteur de Boulay
- 202e Bon du Génie de Forteresse
- 202/1 Cie et 202/2 Cie
- 202/81 Cie de Sapeurs Télégraphistes
- 202/82 Cie de Sapeurs Radio Télégraphistes

Secteur de Faulquemont
- 201e Bon du Génie de Forteresse
- 201/1 Cie et 201/2 Cie
- 201/81 Cie de Sapeurs Télégraphistes
- 201/82 Cie de Sapeurs Radio Télégraphistes

Secteur de la Sarre
- 208e Bon du Génie de Forteresse
- 208 /1 Cie et 208/2 Cie
- 208/81 Cie de Sapeurs Télégraphistes
- 208/82 Cie de Sapeurs Radio Télégraphistes

La compagnie mixte des transmissions 48/84 est affectée à la 2e Division Légère de Cavalerie, chargée sous les ordres du Général BERNIQUET de barrer devant Saint-Valery-en-Caux la route de la mer, 11 juin 1940. Elle est citée à l'ordre de l'Armée. La 4e compagnie en est l'héritière.
Avril 1940 dans les Ardennes - 18e RG 2e DLC - Sgt RENAUD Sgt ROIRET
Les difficultés pour communiquer éprouvées en mai 1940 mettent en évidence une insuffisance de moyens et la nécessité de soustraire les transmissions à la tutelle du génie.
1er juin 1942 : la subdivision « Sapeur Télégraphistes » du Génie devient l’Arme des Transmissions, par décret ministériel no 3600/EMA/1 du 4 mai 1942, les transmissions deviennent une arme distincte du génie, au sein de l’armée d’armistice.
Moins de six mois après la création de l’Arme des Transmissions, le débarquement allié en Afrique du Nord entraîne l’invasion de la zone libre par l’armée allemande, et la fin de l’armée d’armistice. Néanmoins, le général Merlin prend à Alger la destinée de l’arme en main. Les transmetteurs reprennent le combat dans les campagnes de Tunisie, d’Italie, de France et d’Allemagne. Afin de privilégier l’engagement des hommes au combat, le général Merlin ouvre l’accès des transmissions aux femmes pour occuper des postes de centralistes téléphoniques et télégraphiques, et d’exploitants radio. Naît ainsi le corps féminin des transmissions. Ces spécialistes seront communément appelées « les Merlinettes ». Certaines participeront aux campagnes d’Italie, de France et d’Allemagne.

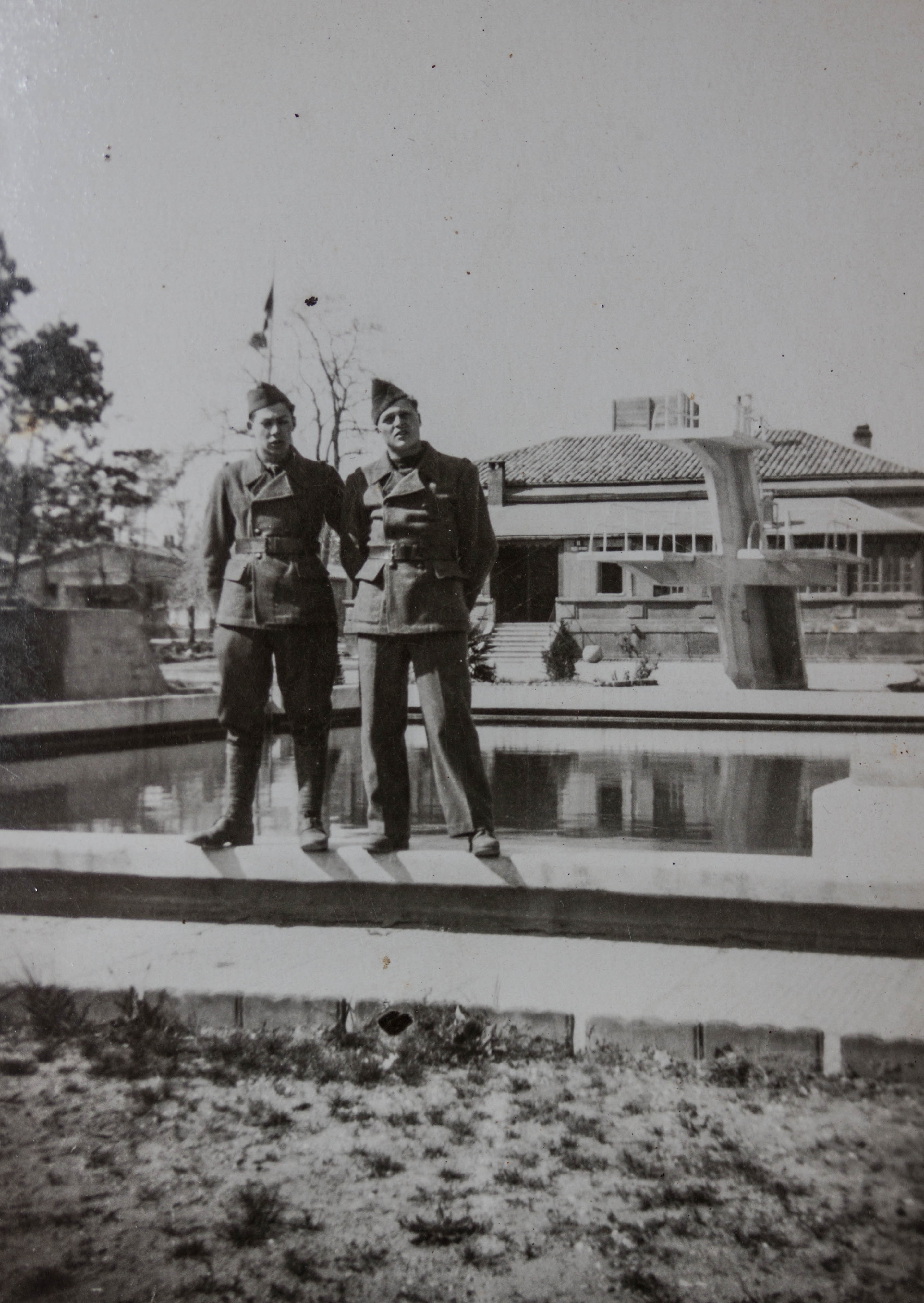
Camp Stehelin le 8 mars 1945.

10 février 1945 : création de 4 Centre d'Instruction et d'Organisation des Transmissions.Le C.I.O.T. 618 est stationné au camp STEHELIN à Caudéran près de Bordeaux.

### L'après-Seconde-Guerre-mondiale
1er novembre 1945: le 18e régiment des transmissions est créé à Grenoble, à partir du CIOT 618 et reçoit pour drapeau l’ancien emblème du 18e Régiment du Génie démarqué « TRANSMISSIONS ». La plupart des unités entrant dans sa composition, issues des détachements des 1er corps, 2e corps, 3e division, 5e division blindée, 10e division d'infanterie, ont fait campagne en Afrique du Nord, en Italie, en France et en Allemagne avec la Ire Armée.
Parmi ces unités, la Compagnie de transmissions 807 est citée à l'ordre du corps d'armée avec attribution de la croix de guerre et étoile de vermeil. Ses faits d'armes reconnus vaudront au drapeau du régiment de porter l'inscription "Allemagne 1945" dans ses plis.
Les compagnies 806/1 et 806/3 dont les 1re et 3e compagnies sont héritières, ont été citées, elles aussi, à l'ordre du corps d'armée.
Dissous le 15 mars 1946 (DM n°3102/EMA/I du 7 mars 1946), il est reconstitué le 1er mai de la même année en Autriche à partir des réserves de la Ire Armée. Cependant, la tradition voulant que le « 18 » soit un régiment de Lorraine, un second 18e régiment de transmissions est créé le 1er avril 1947 à Metz (caserne Grandmaison à Metz pour le 1er bataillon et caserne Molitor à Nancy pour le second). Les deux « 18 » vont coexister pendant trois mois avant que le « 18 » d’Autriche ne prenne le numéro « 42 » le 18 juin 1947.
31 décembre 1947, le 18e régiment de transmissions de Metz est dissous. Les 2 bataillons autonomes deviennent le 18e Bataillon stationné à Metz et le 118e Bataillon stationné à Nancy et assurent la garde du drapeau.
Le 18e régiment de transmissions en 1950 à Metz.
118e bataillon de transmissions
1er avril 1951 : le régiment est reconstitué à Metz à partir du 118e bataillon de transmissions.
18 août 1951 : le 18e régiment des transmissions rejoint Épinal, dans les quartiers de la Vierge.

### De 1951 à 1977: régiment d'instruction
Pendant cette période il reçoit l’ordre d’instruire, sur le plan national, les recrues dans la technique de l’arme des transmissions.
16 février 1956 : le 4e bataillon est créé, il comprend 3 unités de monteur de lignes fixes.
Du 18 mars 1956 à 1964 : le 4e bataillon arrive en Afrique du Nord.
31 juillet 1956 : le 4e bataillon est dissous pour donner naissance à trois bataillons de transmissions :
- 151e bataillon de transmissions rattaché à la division d’Alger
- 152e bataillon de transmissions rattaché à la division d'Oran
- 153e bataillon de transmissions rattaché à la division de Constantine

1er août 1956 : le 18e RT change d’appellation et devient le 18e régiment d’instruction des transmissions (18e RIT) dans le quartier Varaigne d’Épinal.
10 octobre 1956 : la 5e compagnie du 1er bataillon s'installe à Montmédy.
1er avril 1957 : à Montmédy, se trouvent 2 compagnies : la 5e compagnie (instruction ligne) et la 9e compagnie (exploitant radio).
1er octobre 1958 : le détachement de Montmédy prend l'appellation du 3e bataillon du 18e RIT.
1er novembre 1964 : le 18e RIT devient 18e régiment de transmissions (DM n°13821 / EMAT du 26 octobre 1964).
1er avril 1966 : dissolution de la 7e compagnie du 2e bataillon.
1er avril 1967 : la 5e compagnie du 3e bataillon est transférée à Metz.
1er avril 1967 : le 3e bataillon du 18e RT est dissous.
Il donne naissance au 43e régiment de transmissions, stationné à Nancy.
Le 18e régiment de transmissions redevient 18e régiment d'instruction des transmissions.
1er avril 1969 : création de la 738e compagnie de guerre électronique, rattaché au 18e RIT à Épinal.
1er octobre 1971 : dissolution des 1er et 2e bataillons.
Dissolution de la 6e compagnie.
La 7e compagnie devient la 4e compagnie.
1er juillet 1974 : création d’un détachement expérimental du Réseau intégré des transmissions automatiques (RITA).
1er juillet 1975 : dissolution des 3e et 4e compagnies.

### De 1977 à 1997 - Le18erégiment de transmissions à Épinal
1er août 1977 : dans le cadre de la restructuration de l’armée de terre, le 18e RIT retrouve son appellation d’origine 18e régiment de transmissions.
Il assure les liaisons du général commandant le 1er Corps d’Armée.

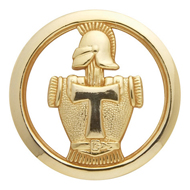
Insigne de béret des transmissions

1er septembre 1977 : dissolution de la 738e compagnie de guerre électronique.
Septembre 1982 : restructuration de l'unité expérimentale RITA à deux unités (6e et 7e compagnie).
1er avril 1983 : création de la 5e compagnie (centres nodaux - raccordement).
Novembre 1983 : présentation des matériels RITA à des officiers généraux de l'Armée indienne.
27 juin 1985 : dissolution de la 5e compagnie.
Novembre 1985 : vente du système RITA aux États-Unis.
14 juillet 1986 : le 18e RT défile sur l'avenue des Champs-Élysées sous les ordres du colonel Kuntz (chef de corps).
1er juillet : le 18e RT devient un élément organique de la FAR (Force d'action rapide).
21 janvier 1989 : inauguration du square du 18e régiment de transmissions à Épinal.
Décembre 1990 à mars 1991 : il participe à l’opération Daguet.
1er septembre 1993 : après trois années au sein de la FAR, le 18e RT rejoint le 3e corps d’armée puis la brigade de transmissions créée le 1er mai 1994.
25 mai 1997 : le 18e RT est dissous à Épinal.

### De 2003 à 2011 - Le18erégiment de transmissions à Bretteville-sur-Odon
1er juillet 2003 : le 18e régiment de transmissions est recrée à Bretteville-sur-Odon (près de Caen) dans le quartier Kœnig.
18 septembre 2003 : il reçoit son drapeau sur la place d'armes de Caen par le général Thorette, chef d’état-major de l’armée de terre.
À l'été 2008, le régiment apprend qu'il est dissous en 2010. Une partie des unités "SIC" (1er, 2e, 3e et 4eCie) seront « déplacées » pour la montée en puissance du nouveau 41e régiment de transmissions de Douai.

### Depuis 2017, régiment d'instruction à Dieuze
Le centre de formation initiale des militaires du rang de Dieuze est créé le 1er juillet 2011 et relève le 13e régiment de dragons parachutistes transféré au camp de Souge. Son rôle est de former les nouvelles recrues des différents régiments de la 1re brigade mécanisée et de la brigade de transmissions et d'appui au commandement.
En 2016, dans le cadre de la réorganisation de l'Armée de terre, il rejoint le commandement des systèmes d'information et de communication (devenu commandement de l'appui terrestre numérique et cyber en 2024).
Le 26 avril 2017, le drapeau du 18e RT est confié au CFIM de Dieuze. Le 18e RT retrouve ainsi la Lorraine et sa mission de régiment d’instruction.
À l'été 2019, le CFIM de Dieuze change d’appellation et devient le CFIM des transmissions - 18e régiment de transmissions.
Le CFIM des transmissions - 18e RT est constitué d’un état-major, d’un bureau instruction, d’un bureau logistique et de deux compagnies d’instruction. Sa capacité maximale d'instruction est de 400 recrues. Entre 2011 et 2018, il a formé plus de 7 000 militaires.
Il est chargé de la formation initiale des engagés volontaires des régiments de la brigade d'appui numérique et du cyber ainsi que des unités rattachées géographiquement.
Le 1er juillet 2025, le CFIM - 18e RT change d'appellation et redevient le 18e régiment d'instruction des transmissions (18e RIT).

## Insigne du18erégiment de transmissions
ÉEcu moderne d'argent au ciel d'azur chargé en pointe d'une croix de Lorraine d'émail blanc adextrée (rappelant l’attachement à la Lorraine) et senestrée de deux chardons de gueules tigés en feuillés de sinople à la champagne du même (rappelant la ville de Nancy)

## Devise du18erégiment de transmissions
"Ardent et généreux"

## Drapeau
La composition du drapeau '. Voir ici.
Il porte l'inscription:
- "ALLEMAGNE 1945"

Le 1er novembre 1945 : le 18e régiment des transmissions est créé à partir du CIOT 618 et reçoit pour drapeau l’ancien emblème du 18e régiment de génie démarqué "TRANSMISSIONS". La plupart des unités entrant dans sa composition, issues des détachements des 1er CA, 2e CA, 3e DIA, 5e DB, 10e DI, ont fait campagne en AFN, en Italie, en France et en Allemagne avec la 1re armée. Parmi ces unités, la compagnie de transmissions 807 est citée à l'ordre du corps d'armée avec attribution de la croix de guerre 1939-1945 avec étoile de vermeil. Ses faits d'armes reconnus valent au drapeau du régiment de porter l'inscription "ALLEMAGNE 1945" dans ses plis.

## Les décorations des compagnies du 18
Pendant la Première Guerre mondiale, l'action des sapeurs télégraphistes est héroïque. Ils déroulent leurs câbles sous la mitraille et les obus, avancent à la vitesse des vagues d'assaut jusqu'en première ligne, rampent pour réparer les fils coupés, récupèrent le matériel lors des replis et exploitent les centraux de campagne dans les pires conditions, parfois en présence de gaz toxiques.
Le détachement du 8e Régiment du Génie attaché à la 38e division d'infanterie, sous les ordres des lieutenants Merlin, Pichery, Pauwels et Sambuc, s'illustre tout particulièrement et obtient la croix de guerre 14-18 avec palme le 13 novembre 1917. Deux nouvelles citations, avec étoile de vermeil et palme s'ajoutent le 19 avril 1918 et le 12 janvier 1919. Par une décision du 12 janvier 1919, ce détachement est autorisé à porter la fourragère aux couleurs de la croix de guerre.
La croix de guerre 14-18 est ensuite attribuée aux trois premières compagnies en souvenir des valeureux sapeurs télégraphistes de l'Armée Manginlors de la seconde bataille de la Marne en 1918.
Le 10 avril 1923 naît le 18e régiment de génie constitué de 2 bataillons à Nancy. Le 18e RG est l'héritier des traditions de ces valeureux sapeurs télégraphistes de l'armée Mangin dont les titres de gloires valent aux fanions des 3 premières compagnies du 18e RT de porter la croix de guerre 14-18.
- 1re compagnie : croix de guerre 14-18 avec palme et croix de guerre 39-45 avec étoile de vermeil pour la citation à l'ordre du corps d'armée reçu par la 806/1, en 1945 pour faits d'armes, et dont est héritière la 1re compagnie.
- 2e compagnie : croix de guerre 14-18 avec palme.
- 3e compagnie : croix de guerre 14-18 avec palme et croix de guerre 39-45 avec étoile de vermeil, pour la citation à l'ordre du corps d'armée reçu par la 806/3, en 1945 pour faits d'armes, et dont est héritière la 3e compagnie.
- 4e compagnie : croix de guerre 39-45 avec palme pour la citation à l'ordre de l'armée de la compagnie mixte des transmissions 48/84 est affectée à la 2e division légère de cavalerie, chargée sous les ordres du général Berniquet de barrer devant Saint-Valéry la route de la mer, 11 juin 1940 dont la 4e compagnie est l'héritière.

## Tenue de tradition du régiment
L’historique du régiment conservé par le service historique de la défense, précise que le régiment a compté un bataillon à cinq compagnies du type forteresse avant guerre. Il précise, dans son annexe cinq, que les unités du 18e régiment de transmissions ont été réparties dans un certain nombre de grandes unités dans la région fortifiée de la Lauter, les secteurs fortifiés des Vosges, de Haguenau, de Rohrbach, du Bas-rhin et dans le secteur défensif de la Sarre, au début du second conflit mondial. Tous ces éléments confortent la filiation du régiment avec les troupes de forteresse.
La tenue de tradition du 18e régiment de transmission se compose des épaulettes de tradition propres à chaque catégorie de grades et comporte la ceinture de laine kaki des troupes de forteresse.
D’ailleurs, le chant du régiment rend déjà hommage à ces dernières : "Des vieux sapeurs au cœur des forteresses nous héritons nos lettres de noblesse".
Tenue de tradition sur la base de la tenue de combat : T33 pour l’ensemble du personnel
- Képi ou tricorne
- Veste de combat bariolée "théâtre européen"
- Insignes de grade
- Galons de poitrine
- Epaulettes de tradition rouges : portées par les militaires du rang
- Epaulettes tournantes guipées or : portées par les sous-officiers
- Plastron de parade : couleur bleu ciel de l’arme des transmissions
- Pantalon de combat bariolé "théâtre européen"
- Ceinture sangle vert OTAN
- Ceinturon de toile modèle F1 vert OTAN
- Ceinture de laine kaki du modèle des troupes de forteresse : portée uniquement par les sous-officiers et les militaires du rang
- Brodequins à jambières attenantes noirs : laçage droit
- Gants noirs : sur ordre
- Losange de manche
- Décorations pendantes
- Insigne métallique du corps : insigne du 18e RT
- Insignes de brevet ou de spécialité

Garde au drapeau :
- Tenue identique aux troupes sous les armes et équipements complémentaires
- Epaulettes de tradition d’officier subalterne : pour les officiers
- Epaulettes de tradition tournantes guipées or : pour les sous-officiers
- Epaulettes de traditions rouges : pour les militaires du rang
- Crispins
- Lacets blancs
- Gants blancs à crispin
- Baudrier blanc

Insignes des compagnies :

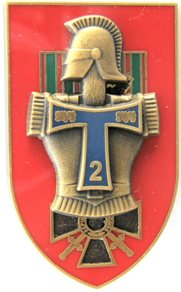
Insigne de la 2e Cie

## Chant actuel du régiment
Au lendemain de cette grande guerre,

C’est en Lorraine que tout a commencé.

Des vieux sapeurs au cœur des forteresses, (bis)

Nous héritons nos lettres de noblesse. (bis)

REFRAIN

En d’autres temps de misère et de fer,

Naquit cette arme qui fait notre fierté.

D’Afrique du Nord jusqu’aux rives de Provence, (bis)

Les transmetteurs ont débarqué en France. (bis)

REFRAIN

De l’Allemagne aux sables du désert,

Sur tous les fronts la cuirasse a brillé.

Sachons puiser dans nos pages de gloire, (bis)

L’ardeur, la foi qui feront notre histoire. (bis)

REFRAIN

Sur cette terre meurtrie de Normandie,

Les transmetteurs arrivent aujourd’hui.

Les sacrifices que tant ont accordés, (bis)

Le 18e saura s’en inspirer. (bis)

REFRAIN

REFRAIN :

Et si demain la Patrie nous appelle,

Nous partirons remplis de ton ardeur,

Tressaille l’ennemi et sonne le rappel,

Saint Gabriel, et nous serons vainqueurs.

## Sources et bibliographie
Pascal Lambert, TM32 : Le téléphone dans la ligne Maginot, 1999 (lire en ligne).